# Bisinus
Bisinus (gelegentlich auch Basinus, Besinus oder Bisin) ist der Name von zwei verschiedenen Herrschern der Thüringer, die im späten 5. Jahrhundert zur Zeit der Völkerwanderung lebten. Beide werden von Gregor von Tours in dessen Historien erwähnt (Gregor, Historien 2,12 und 3,4).
Die bei Gregor Bysinus genannte erste Person soll ein Herrscher der Thüringer um 460 gewesen sein. Er soll den von den fränkischen Großen vertriebenen König Childerich I. bei sich aufgenommen haben, der ihm angeblich seine Gemahlin Basena entführte und mit ihr Chlodwig I., den Stifter des Frankenreichs, zeugte. Diese Darstellung ist historisch allerdings unglaubwürdig, wenngleich Chlodwigs Mutter tatsächlich Basena hieß. Möglicherweise ist dieser Bysinus nicht historisch, sondern erst die zweite Person (siehe unten). Gregor schrieb diesen Teil der Historien um 575 nieder und benutzte dazu oft nur mündliche Überlieferungen, die nicht besonders zuverlässig waren. Wie Grabungsfunde belegen, erscheint der Name Basena häufig im thüringischen Adel. Vielleicht, so die Theorie, hat Gregor Basena mit einer anderen Person aus der Verwandtschaft des Bysinus verwechselt.
Die zweite Person namens Bisinus herrschte um 500 über die Thüringer und ist historisch besser belegt, er gilt als erster gesicherter Thüringerkönig. Gregor von Tours nennt nicht seinen Namen, doch den von zweien seiner Söhne, die bei Venantius Fortunatus (um 600) als Söhne eines Bisinus (Bessinus) erwähnt werden. Dieser zweite Bisinus war mit einer Langobardin namens Menia verheiratet. Er hatte drei Söhne: Herminafried, Baderich und Berthachar, die seine Nachfolge in unterschiedlichen Teilen des Reiches antraten, das wenig später von den Franken erobert wurde (531/34). Er hatte außerdem eine Tochter Raicunda, die mit dem Langobardenkönig Wacho verheiratet war.